# آنر ۶ پلاس
آنر ۶ پلاس (انگلیسی: Honor 6 Plus) یک تلفن هوشمند بالا ردهٔ اندرویدی است که توسط هواوی و تحت برند آنر عرضه شده‌است. آنر ۶ پلاس در اوت ۲۰۱۴ عرضه شد. این گوشی دومین پرچمدار هواوی با برند آنر است. آنر ۶ پلاس یک نمایشگر ۵٫۵ اینچی آی‌پی‌اس ال‌سی‌دی دارد و اندروید مارشمالو را دریافت کرده‌است. چیپست آنر ۶ پلاس، های‌سیلیکون کیرین ۹۲۵ است.

## مشخصات
آنر ۶ پلاس با ۳ گیگابایت رم و ۱۶ یا ۳۲ گیگابایت حافظهٔ داخلی عرضه شده‌است. این گوشی قابلیت اتصال به بلوتوث ۴٫۰، وای‌فای ۸۰۲٫۱۱ a/b/g/n و 2G/3G/4G LTE را دارد.